# Here Come the Lords
Here Come the Lords è il primo album del gruppo musicale hip-hop Lords of the Underground, pubblicato negli Stati Uniti nel 1993, prodotto da K-Def e Marley Marl.
Dall'album furono estratti cinque singoli: "Chief Rocka" (la canzone più rappresentativa del gruppo), "Funky Child", "Here Come the Lords", "Flow On" e "Psycho".

## Tracce
1. Here Come the Lords – 4:18
2. From da Bricks – 4:20
3. Funky Child – 4:31
4. Keep It Underground – 4:08
5. Check It (Remix) – 4:24
6. Grave Digga – 4:06
7. Lords Prayer – 4:30
8. Flow On (New Symphony) – 4:25
9. Madd Skillz – 4:03
10. Psycho – 4:08
11. Chief Rocka – 4:07
12. Sleep for Dinner (Remix) – 5:16
13. L.O.T.U.G. (Lords of the Underground) – 4:26
14. Lord Jazz Hit Me One Time (Make It Funky) – 2:46
15. What's Goin' On – 3:38